# アセチレンジカルボン酸
アセチレンジカルボン酸(Acetylenedicarboxylic acid)は、C4H2O4またはHO2C-C≡C-CO2Hの化学式を持つジカルボン酸である。ジエチルエーテルに可溶な結晶性の固体である。
2つのプロトンを脱離して、炭素原子と酸素原子のみから構成されるアセチレンジカルボン酸ジアニオンC4O42-となる。部分的なイオン化では、一価の水素化アセチレンジカルボン酸アニオンHC4O4-が得られる。
アセチレンジカルボン酸は、1877年にポーランド人の化学者アーネスト・バンドロフスキーによって初めて記述された。メタノールまたはエタノール中で、α,β-ジブロモコハク酸を水酸化カリウムで処理することによって、臭化カリウムとアセチレンジカルボン酸カリウムが生成する。
アセチレンジカルボン酸は、実験室で使う試薬として重要なアセチレンジカルボン酸ジメチルの合成に用いられる。酸の形でも一塩基塩の水素化アセチレンジカルボン酸カリウムKC4HO4の形でも商業的に販売されている。